# Ramón Márquez Galindo
Ramón Márquez Galindo (Chignahuapan, Puebla, México. ¿? - Ciudad de México, México. 2 de febrero de 1877) fue un militar y liberal mexicano destacado durante la guerra de Reforma y la segunda intervención francesa en México.
Nació en Chignahuapan,Puebla  y se 2 de septiembre de 1830, fue hijo del general insurgente  José Ramón Márquez. Perteneció desde 1857 al partido liberal. Durante la guerra de Reforma luchó por el bando juarista en toda la sierra norte de Puebla. Como militar participó junto al general Miguel Cástulo de Alatriste en campañas en San Juan de los Llanos, Huauchinango, Pahuatlán y Xicotepec, así como la toma de Necaxa el 1 de septiembre de 1857. El 7 de noviembre de 1859 fue nombrado comandante militar de la Villa de Zacapoaxtla.
De 1861 a 1863 fue miembro del Congreso del Estado de Puebla en representación de la región de Chignahuapan y Huauchinango. Durante la Segunda intervención francesa en México fue coronel de la Guardia Nacional de Nacional de Puebla del 6.º Batallón de Puebla,  la cual lideró durante la batalla de Puebla y el posterior sitio a la ciudad.
Tras el establecimiento del Segundo Imperio Mexicano lideró un batallón republicano denominado «Cazadores de la Montaña», compuesto por 300 hombres de la localidad de Zacapoaxtla. A finales de 1864 adquirió el grado de General. El 11 de enero de 1866 lideró una batalla en Teziutlán contra 1000 soldados imperiales, de los cuales 400 eran austríacos y 600 mexicanos, resultando él como vencedor.
En 1876 se adhirió al Plan de Tuxtepec, desconociendo la presidencia de Sebastián Lerdo de Tejada y liderando el batallón «Guardia Nacional del Sexto Batallón de Puebla», logrando el reconocimiento del general Porfirio Díaz. Falleció el 2 de febrero de 1877 en la Ciudad de México.